# Immortalized (альбом Disturbed)
Immortalized (с англ. — «Увековеченный») — шестой студийный альбом американской метал-группы Disturbed. Официальный релиз пластинки — первой после паузы в карьере группы — состоялся 21 августа 2015 года на лейбле Reprise Records. Получив смешанные отзывы в профильной прессе, Immortalized разошёлся в первую неделю продаж тиражом 98 тысяч экземпляров, став пятым в дискографии Disturbed, дебютировавшим на первой строчке хит-парада Billboard 200; также группа стала третьей (после Metallica и Dave Matthews Band), преодолевшей эту отметку. Из песен альбома известность получил кавер на песню «The Sound of Silence», впервые записанную в 1964 году дуэтом Simon and Garfunkel; выпущенный третьим синглом с альбома является высокооцененным в чарте со времен трека «Down With The Sickness».

## Производство и запись
В 2011 году после тура в поддержку пятого студийного альбома Asylum, группа объявила о паузе. Во время перерыва Disturbed выпускают альбом-компиляцию The Lost Children (2011) и бокс-сет из лучших композиций пяти альбомов под названием The Collection (2012).
В январе 2014 года встретились Дэвид Дрейман, Дэн Дониган и Майк Венгрен на ужине и тайно начали писать материал для шестого альбома. Джон Мойер не присутствовал, потому что был занят сторонними проектами. Альбом был записан в The Hideout Recording Studio в Лас-Вегасе с продюсером Кевином Чурко. Дэн Дониган сказал о новом продюсере the Pulse of Radio: «Я думаю, что он нам был нужен… мы хотели этого. Мы хотели, особенно из-за этого перерыва, вернуться с чем-то более новым. Это были пять лет между выпусками и было бы хорошо иметь новый производственный элемент и все эти вещи двигали нами и бросили нам вызов, чтобы поднять планку».
Дэвид Дрейман сказал в интервью Billboard относительно записи песен: «Есть много нового и свежего в этом сочетании. Мы больше были сосредоточены на частях друг друга, чем когда либо. Все было почти под микроскопом, у всех было мнение, и поверьте мне, все высказывались громко… Мы очень очень были кооперативны и профессиональны — но так было не всегда, но в этот раз точно».

## Релиз
Immortalized был анонсирован 25 июня 2015 года вместе с выпуском сингла «The Vengeful One», который был сделан в виде мультфильма режиссёром Филом Муччи. Заглавная песня альбома была выпущена 24 июля 2015 года вместе с лирическим видео. Две песни «Fire It Up» и «What Are You Waiting For»
вышли 31 июля и 7 августа. 14 августа альбом был доступен для прослушивания через iTunes First Play.

## Отзывы
| Совокупная оценка       | Совокупная оценка                                                        |
| Источник                | Оценка                                                                   |
| ----------------------- | ------------------------------------------------------------------------ |
| Metacritic              | 55/100                                                                   |
| Оценки критиков         |                                                                          |
| Источник                | Оценка                                                                   |
| AllMusic                | [ 4 ]                                                                    |
| Consequence of Sound    | D                                                                        |
| Kerrang!                | 3 из 5 звёзд · 3 из 5 звёзд · 3 из 5 звёзд · 3 из 5 звёзд · 3 из 5 звёзд |
| Sputnikmusic            | [ 6 ]                                                                    |
| Ultimate Guitar Archive | 7.7/10                                                                   |

## Коммерческий успех
На первой неделе было продано 98,000 копий, альбом является пятым подряд выпущенным релизом занимающим первое место в Billboard 200 в США. К 21-му ноября 2015 года было продано 180,000 копий, на 2 ноября 2016 года продано 500,000 копий в США.

### Участие в «Грэмми-2017»
59-я церемония награждения «Грэмми» состоялась 12 февраля 2017 года в Стэйплс-центр, Лос-Анджелес. Рок представлен в 4 номинациях: Лучшее рок-исполнение, Лучшее метал-исполнение, Лучшая рок-песня и Лучший рок-альбом. Disturbed представлена в лучшем рок-исполнении вместе с Бейонсе, Дэвидом Боуи, Twenty One Pilots и Alabama Shakes. Согласно интервью журнала Metal Hammer: Дэвид подверг сомнению, почему его группа и поп звезда номинированы в одной категории. Ранее на этой неделе было объявлено, что кавер на песню The Sound Of Silence на выступлении в the Conan show будет против Don’t Hurt Yourself от Бейонсе и Jack White, как лучшее рок выступление года. Так же Дреймэн подверг сомнению определение церемонии рок музыки, и говорит что оба участия в одном списке означает «что что-то пошло не так».
«Я испытываю безумное уважение ко всем артистам в этой категории, включая Джека Уайта. Это странно противостоять Бейонсе? Это определенно становится -как то что не похоже ни на что. И что вы будете делать? Что беспокоит меня, это что в этой категории гиганты своей области. Здесь лучшие из лучших — люди, которые оказали серьезное влияние в этом году. Те парни из Twenty One Pilots потрясли в этом году. И Боуи, посмертная премия за все время, и кто получит больше? Это сумасшедшая гора таланта в одной категории», говорит Дэвид.
Фронтмен добавил «Когда все это стало „роком“? Если вы посмотрите на другой жанр, там столько категорий и подкатегорий. Для рока, это все что мы имеем, заканчивается тем, что его запихнули в четыре категории. Разнообразен ли он? Абсолютно. Слишком разнообразен. Если у вас есть уважение к нам и Бейонсе, вы скажете что что-то не так здесь. Я ничего не говорю против неё, но мы отличаемся друг от друга».

## Список композиций
Слова и музыка всех песен — Disturbed.
| №                   | Название                                                                 | Длительность |
| ------------------- | ------------------------------------------------------------------------ | ------------ |
| 1.                  | «The Eye of the Storm»                                                   | 1:20         |
| 2.                  | «Immortalized»                                                           | 4:17         |
| 3.                  | «The Vengeful One»                                                       | 4:12         |
| 4.                  | «Open Your Eyes»                                                         | 3:57         |
| 5.                  | «The Light»                                                              | 4:16         |
| 6.                  | «What Are You Waiting For»                                               | 4:03         |
| 7.                  | «You're Mine»                                                            | 4:55         |
| 8.                  | «Who»                                                                    | 4:46         |
| 9.                  | «Save Our Last Goodbye»                                                  | 4:59         |
| 10.                 | «Fire It Up»                                                             | 4:05         |
| 11.                 | «The Sound of Silence (Simon & Garfunkel cover, written by Paul Simon.)» | 4:08         |
| 12.                 | «Never Wrong»                                                            | 3:33         |
| 13.                 | «Who Taught You How to Hate»                                             | 4:57         |
| Общая длительность: | Общая длительность:                                                      | 53:28        |

| №                   | Название                 | Длительность |
| ------------------- | ------------------------ | ------------ |
| 14.                 | «Tyrant»                 | 3:49         |
| 15.                 | «Legion of Monsters»     | 4:23         |
| 16.                 | «The Brave and the Bold» | 4:34         |
| Общая длительность: | Общая длительность:      | 66:14        |

| №                   | Название            | Длительность |
| ------------------- | ------------------- | ------------ |
| 17.                 | «Warning Sign»      | 3:28         |
| Общая длительность: | Общая длительность: | 69:42        |

| №                   | Название                          | Длительность |
| ------------------- | --------------------------------- | ------------ |
| 18.                 | «The Vengeful One (instrumental)» | 4:12         |
| Общая длительность: | Общая длительность:               | 73:54        |

## Участники записи
- Дэвид Дрейман — основной вокал
- Дэн Дониган — гитары, бас-гитара, e-bow, клавишные, бэк-вокал
- Майк Венгрен — ударные, перкуссия, бэк-вокал, литавра
- Кевин Черко — запись, продюсирование, сведение
- Тед Дженсен — мастеринг

## Чарты

### Недельные чарты
| Чарт (2015-16)                         | Позиция |
| -------------------------------------- | ------- |
| Австралия (ARIA)                       | 1       |
| Австрия (Ö3 Austria)                   | 2       |
| Бельгия/Фландрия (Ultratop)            | 12      |
| Бельгия/Валлония (Ultratop)            | 19      |
| Канада (Canadian Albums Chart)         | 1       |
| Нидерланды (Album Top 100)             | 11      |
| Финляндия (Suomen virallinen lista)    | 7       |
| Франция (SNEP)                         | 57      |
| Германия (Offizielle Top 100)          | 2       |
| Венгрия (MAHASZ)                       | 23      |
| Ирландия (IRMA)                        | 24      |
| Италия (Classifica album)              | 45      |
| Япония (Oricon)                        | 88      |
| Мексика (Top 100 Mexico)               | 66      |
| Новая Зеландия (RMNZ)                  | 2       |
| Португалия (AFP)                       | 18      |
| Швеция (Sverigetopplistan)             | 9       |
| Швейцария (Schweizer Hitparade)        | 5       |
| Великобритания (UK Albums Chart)       | 8       |
| США (Billboard 200)                    | 1       |
| США (Billboard Top Hard Rock Albums)   | 1       |
| США (Billboard Top Rock Albums)        | 1       |
| США (Billboard Top Alternative Albums) | 1       |

### Годовые чарты
| Чарт (2015)                  | Позиция |
| ---------------------------- | ------- |
| Australian Albums (ARIA)     | 63      |
| New Zealand Albums (RMNZ)    | 48      |
| Чарт (2016)                  | Позиция |
| Australian Albums (ARIA)     | 21      |
| Austrian Albums (Ö3 Austria) | 16      |
| Danish Albums (Hitlisten)    | 89      |
| New Zealand Albums (RMNZ)    | 24      |
| US Billboard 200             | 46      |

## Сертификации
| Регион | Сертификация | Продажи   |
| --- | ------------ | --------- |
| Австралия (ARIA) | Платиновый   | 70 000^   |
| Австрия (IFPI Austria) | Золотой      | 7500*     |
| Канада (Music Canada) | Платиновый   | 80 000    |
| Финляндия (Musiikkituottajat) | Золотой      | 10 794    |
| Германия (BVMI) | Платиновый   | 200 000   |
| Новая Зеландия (RMNZ) | Золотой      | 7500^     |
| Норвегия (IFPI Norway) | Платиновый   | 20 000*   |
| Швеция (GLF) | Золотой      | 20 000    |
| Великобритания (BPI) | Золотой      | 100 000   |
| США (RIAA) | Платиновый   | 1 000 000 |
| * Данные о продажах приведены только на основе сертификации. · ^ Данные о тиражах приведены только на основе сертификации. · Данные о продажах + прослушиваниях приведены только на основе сертификации. |              |           |